# Ворошиловський міст (Ростов-на-Дону)
Ворошиловський міст (рос. Ворошиловский мост) — міст у Ростові-на-Дону через річку Дон. Побудований у 1961–1965 за проектом інженера М. І. Кузнецова та архітектора Ш. А. Клеймана. При спорудженні моста вперше у світі були застосовані клейові стики, зварені чи болтові з'єднання не використовувалися. По мосту проходить траса, що з'єднує Ростов із містами-супутниками Батайськом і Азовом.

## Стан мосту
22 жовтня 2007 під час планового огляду Ворошиловського моста була виявлена тріщина, внаслідок чого міст був закритий для усіх видів транспорту, а потім і для пішоходів на невизначений час. Це збільшило навантаження на два інших мости і ще більше загострило транспортну ситуацію в місті. В грудні 2007 року по мосту пустили 2 безкоштовних автобуси «гармошки», які пересуваються тільки в межах моста і перевозять пасажирів з одного кінця моста на інший.
З 27 грудня 2007 відновився регулярний рух міських і «батайських» автобусів за умови перебування на мосту не більше одного автобуса та рух тільки по східній проїжджій частини мосту. 23 червня 2008 року по Ворошиловському мосту відкрито рух транспорту (крім вантажних автомобілів). 25 липня 2008 було перекрито рух по вулиці Сіверса в районі Хлібозаводу № 1 для будівництва нового мосту через річку Дон.

## Реконструкція моста

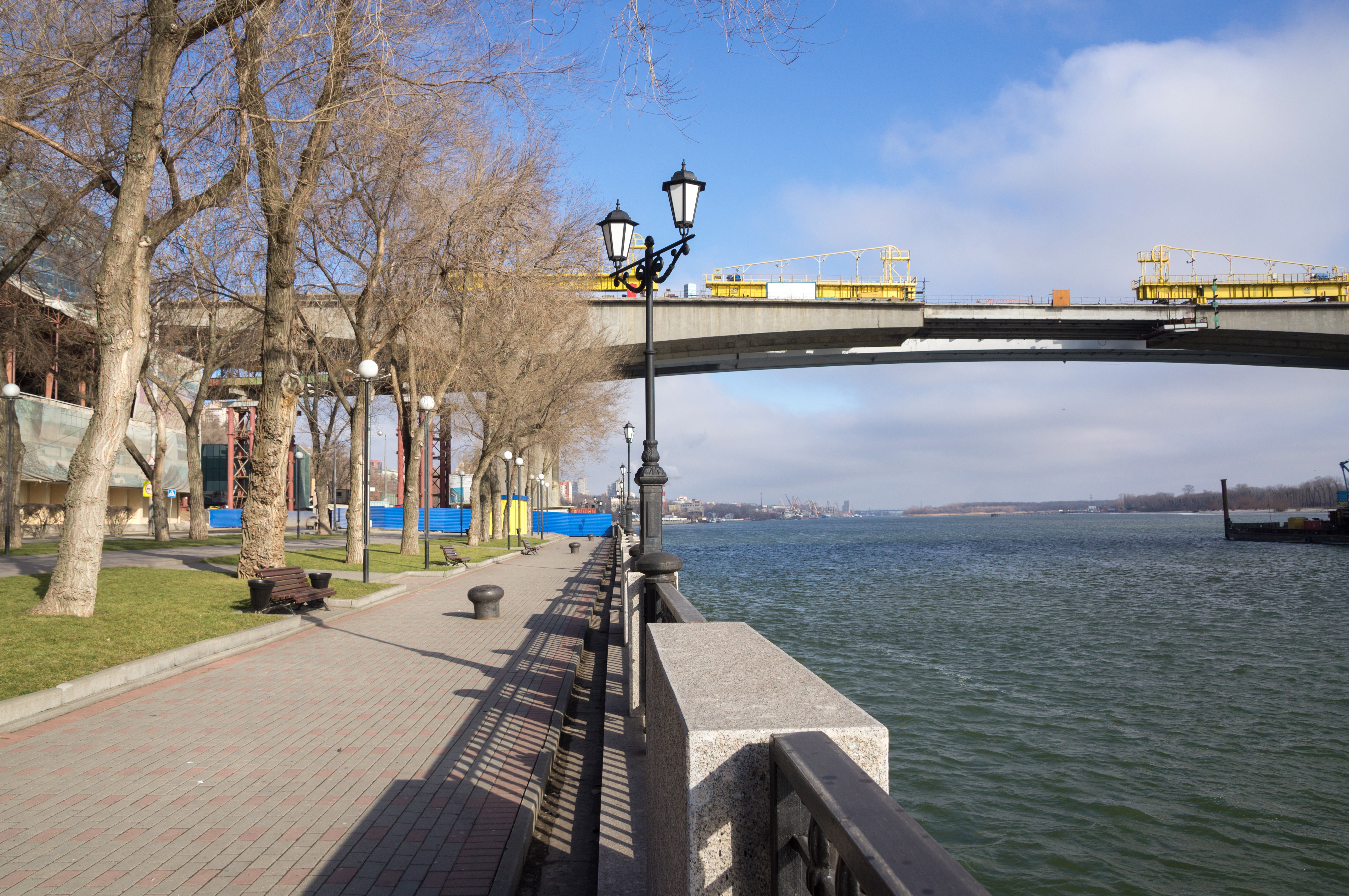
Реконструкція

До закінчення 2017 влада Ростова-на-Дону має намір реконструювати Ворошиловський міст, розширивши його з двох наявних смуг до шести. Цього показника планується досягти будівництвом нового верхового моста з окремим прогоновим перетином на 3 смуги руху, зовні ідентичним чинному. Відстань між осями старих і нових опор планується — 14,4 м, між краями конструкцій мосту 1-1,5 м. Проектна пропускна спроможність мосту-дублера — 66 540 автомобілів на добу, ширина 36 метрів, ширина тротуарів 3 метри; протяжність моста над водною перешкодою — 624,2 м, з під'їзними шляхами — 1821 метри.
Після завершення будівництва нового, верхового мосту, чинний міст буде закритий на реконструкцію. На цей період новий міст планується до роботи по одній смузі на в'їзд і виїзд, аналогічно теперішньої ситуації з рухом за чинним мосту.
Згідно з наданими МКУ «Дирекція з будівництва об'єктів транспортної інфраструктури м. Ростова-на-Дону» схемою і рендером, у процесі реконструкції міст планується оснастити 4 ліфтами, по 2 на кожному березі, а також козирками світлопрозорої конструкції над пішохідною частиною.
Початок будівельно-монтажних робіт заплановано на 2013 рік із завершенням до 30 листопада 2017; загальна вартість робіт оцінюється в 6,03 млрд руб.